# Zaans groen

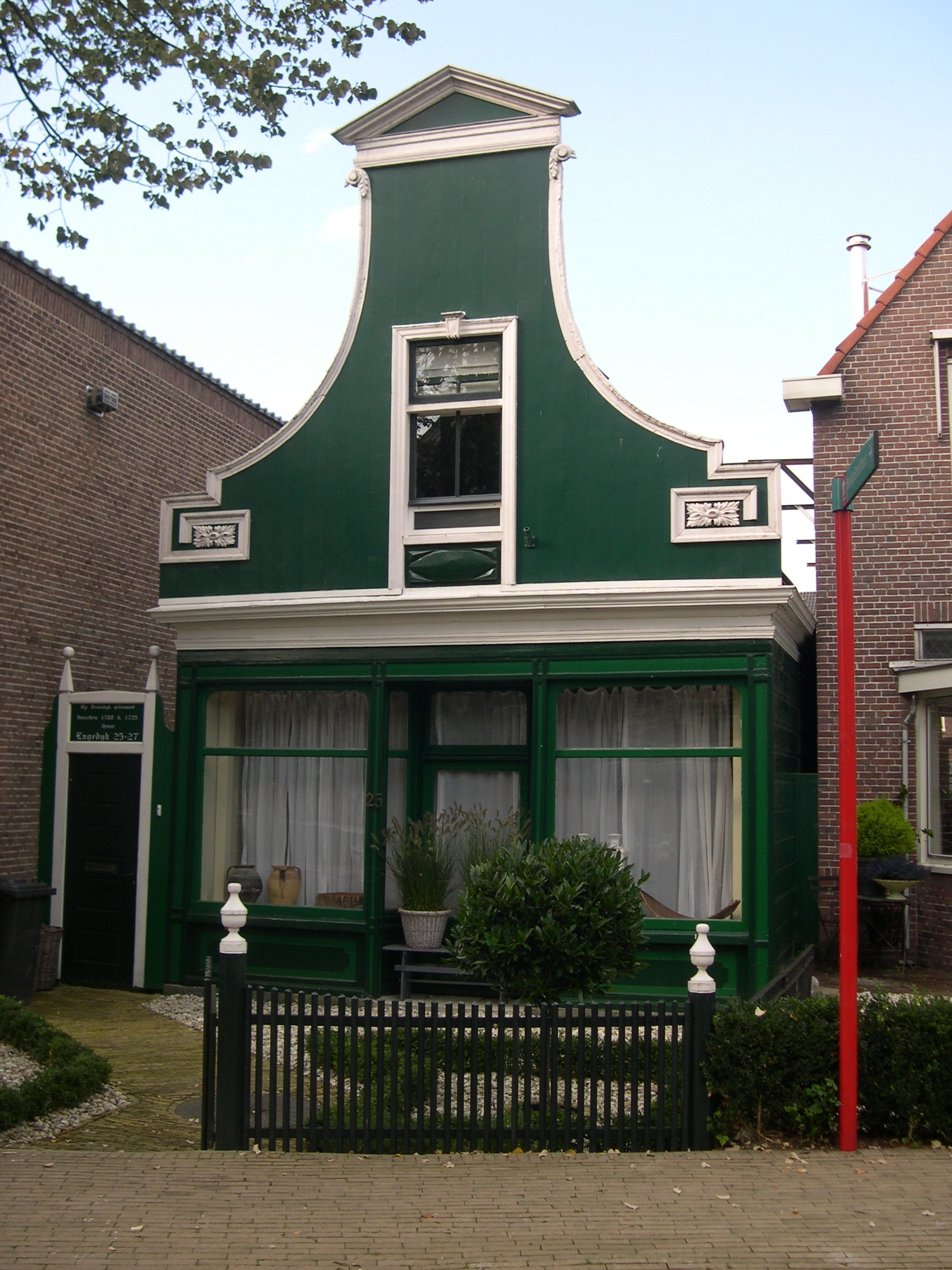
Een in Zaans groen geschilderde gevel te Zaandijk

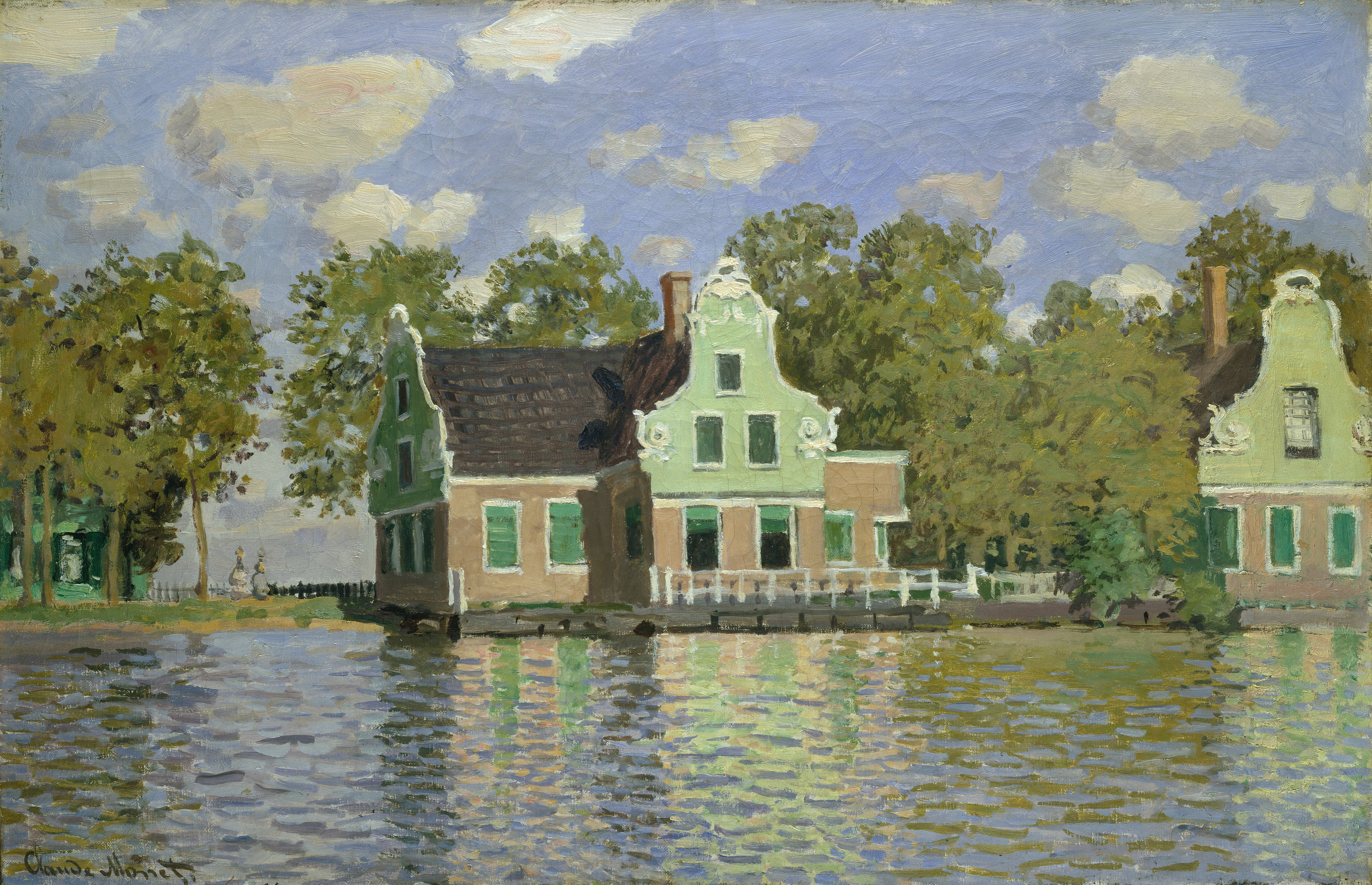
Schilderij van Monet met Zaans groene huizen

Zaans groen is de naam voor de groene kleur waarin de Zaanse houten huizen gewoonlijk werden geschilderd.
Het Zaans groen ontstaat niet door een bepaald pigment, maar is een wisselende combinatie van Bremergroen, Fries groen en Spaans groen.
In de zeventiende eeuw werden de huizen van de Zaanstreek in een roodbruine kleur geschilderd met lijnolieverf op basis van ijzeroxide. Vanaf het midden van de achttiende eeuw begonnen mensen hun huizen te schilderen in verschillende tinten groen. Maar grijs en geel waren ook in gebruik.
Daarna werden op koperverbindingen gebaseerde pigmenten werden  aangeleverd door de vele Zaanse verfmolens. Ze gaven niet alleen een fraaie kleur, maar hadden -wegens hun giftigheid- tevens houtconserverende eigenschappen.
Het strakke effen groen dat de huidige monumenten siert, en ook te vinden is op in Zaanse trant gebouwde nieuwbouwwoningen, geeft de veel rommeliger 17e-, 18e- en 19e-eeuwse werkelijkheid niet zonder meer.
In 1871 verbleef de Franse schilder Claude Monet vier maanden in Zaandam waar hij de Zaans groene huisjes van hout schilderde.